# Lomer de Corbión
Lomer de Corbión (fallecido el 19 de enero de 593), también conocido como San Lomer, Laumer, Lhomer, Laudomarus, Launomar o Launomaro, es un santo cristiano originario de la Francia del siglo VI. Su festividad se celebra el 19 de enero.
Es conocido por haber fundado la abadía de Corbión, en la actual comuna de Moutiers-au-Perche, en Normandía (Francia).Su vida revela que, en su juventud, Lomer era pastor antes de ser aceptado en la abadía de Saint-Mesmin de Micy, cerca de Orleans, y luego se hizo sacerdote en Chartres. Su vida indica que Lomer vivió más de cien años.Una copia conocida de esta vida fue iniciada por Orderico Vital mientras era copista en la biblioteca de la abadía de San Ebrulfo, la actual ciudad de Saint-Évroult-Notre-Dame-du-Bois, en la misma zona.

## Biografía
Lomer nació cerca de Chartres durante el reinado de Clotario I.Fue primero formado para el sacerdocio por un sacerdote llamado Chirmirius, luego fue nombrado canónigo y celador, antes de convertirse él mismo en sacerdote.Más tarde en su vida, Lomer se retiró para llevar una vida eremítica en los bosques del Perche, más al oeste. Debido a su reputación de hacedor de milagros, incluyendo el don de profecía, varios discípulos acudieron a su ermita. Según el reverendo Alban Butler, el lugar de esta ermita se convirtió desde el siglo XII en la abadía de Fontevrault.La presencia de estos discípulos llevó a Lomer a fundar una comunidad cenobítica, el monasterio de Corbión, hacia el 570.
A principios del siglo XX, se publicó un evento en su vida, un incidente que implicaba el robo de la vaca favorita del santo, en El Libro de los Santos y las Bestias Amigables, una colección de breves relatos hagiográficos para niños, compilada por Abbie Farwell Brown.La vida de Lomer indica de hecho que el abad era tan santo que "las bestias salvajes obedecían sus órdenes".Según Robert Bartlett, esta obediencia debía recordar a los lectores la vida idílica de Adán y Eva en el jardín del Edén.

## Toponimia y reliquias

### Reliquias
Después de su muerte en 593, parte de sus reliquias fueron trasladadas a Blois el 23 de octubre de 873 para escapar de la invasión escandinava de Neustria (futura Normandía).Refugiadas en la capilla de San Carilefo del castillo condal, las reliquias de Lomer fueron trasladadas nuevamente a la iglesia de San Leobino en el 923.Sin embargo, un incendio consumió este edificio en 1114,después de lo cual las reliquias fueron trasladadas al monasterio de San Lomer, antes de que los monjes erigieran la gran abadía de San Lomer de Blois.
Mientras que la mayor parte de su cuerpo habría sido trasladada al monasterio de Blois, su cabeza habría sido trasladada e inhumada en 912 en el priorato de San Lomer de Moissat, en Auvernia.La abadía de Blois finalmente fue parcialmente destruida durante las guerras de religión francesas, aunque su iglesia abacial aún permanece en pie, hoy conocida como la iglesia de San Nicolás del Foix.